# Robert Esmie
Robert Esmie (Kingston, Jamaica, 5 de julio de 1972) es un exatleta velocista canadiense, destacado por haber participado en los Juegos Olímpicos de Atlanta 1996, habiendo ganando medalla de oro en la carrera de Relevo 4 x 100 metros.
Nació en Kingston, Jamaica, pero cuando era muy pequeño su familia se mudó a la ciudad de Gran Sudbury, en  Ontario, Canadá, por lo que vivió los primeros años de su vida en esa ciudad.
Esmie. juntó a Glenroy Gilbert, Bruny Surin y Donovan Bailey, fueron un formidable y prometedor equipo para las pruebas de Relevo 4 x 100 metros, a mediados de los 90‘s.
En los Juegos Olímpicos de Atlanta 1996, Esmie no estaba originalmente programado para correr con el equipo de relevos canadiense en Atlanta, pero sustituye Carlton Cámaras la noche antes de la carrera.
En el 2008, Esmie fue incluido al Salón de la fama del deporte canadiense, por haber contribuido a ganar medalla de oro en los Juegos Olímpicos de Atlanta 1996.
- Datos: Q704989